# Turići (Travnik, BiH)
Turići su naseljeno mjesto u općini Travnik, Federacija Bosne i Hercegovine, BiH.
Nalazi se između Turbeta na zapadu i Travnika na istoku.

## Stanovništvo

### 1991.
Nacionalni sastav stanovništva 1991. godine, bio je sljedeći:
ukupno: 795
- Muslimani - 411
- Hrvati - 374
- Srbi - 1
- Jugoslaveni - 7
- ostali, neopredijeljeni i nepoznato - 2

### 2013.
Nacionalni sastav stanovništva 2013. godine, bio je sljedeći:
ukupno: 650
- Bošnjaci - 378
- Hrvati - 261
- ostali, neopredijeljeni i nepoznato - 11